# 雙鰭梅鯛
雙鰭梅鯛（学名：Dipterygonotus balteatus），又名烏尾冬仔，为烏尾鮗科雙鰭梅鯛屬下的一个种。该物种主要分布于印度洋热带海域以及西太平洋。栖息深度为37米至91米。体长达14公分。